# Condado de Baft
El condado de Baft (en persa: شهرستان بافت) es un condado de la provincia de Kermán en Irán. La capital de este condado es Baft.
En el censo de 2006, la población del condado (incluida la parte que luego se separó para formar el condado de Rabor y el condado de Arzuiyeh) era de 138.847 habitantes, en 32.262 familias. Excluyendo estas partes, la población era de 64,743 habitantes, en 15,520 familias.
El condado tiene un distrito (bajsh): el Distrito Central y las dos ciudades de Baft y Bezenján. Baft tiene una altitud de entre 2.280-2.315 m, siendo una de las ciudades más altas de Irán y alguna zona del condado de Baft llega hasta los 2.800 m. También existen altas montañas en Baft, llegando hasta superar los 4.300m .